# مصطفى أحمدي روشن
مصطفى أحمدي روشن (بالفارسية: مصطفي احمدي روشن / ولد في 1980 ومات في 11 يناير 2012). هو عالم نووي إيراني، وأستاذ جامعة. أغتيل مصطفى بواسطة قنبلة ألصقت بسيارته من قبل راكبي الدراجة النارية في شارع گل نبي بالعاصمة طهران، وكان رضا قشقايي سائق سيارة احمدي روشن هو أيضا توفي في المستشفي بسبب شدة الإصابة. بعد يوم من إعلان قائد الجيش الإسرائيلي الجنرال بيني غانتز للجنة البرلمانية من أن «سنة 2012 ستكون سنة حاسمة بالنسبة لإيران» وذلك بسبب «الأمور التي تحدث لها بدون سبب طبيعي».

## حياته
ولد أحمدي روشن سنة 1970 في مدينة همدان وتخرج سنة 2002 من جامعة شريف الصناعية في فرع الكيمياء. كان يحضر لدراسة الدكتوراء في مجال الهندسة الكهربائية. وأشرف علي أحد أقسام منشأة نطنز لتخصيب اليورانيوم في محافظة إصفهان. نقلاً عن وكالة أنباء فارس، ذكرت صحيفة الجارديان أن أحمدي روشن كان خبير كيمياء ومتخصصاً في صنع الأغشية البوليميرية للانتشار الغازي وهي جزء من العملية اللازمة لتخصيب اليورانيوم. كان أحمدي معاون الشؤون التجارية في منشأة نطنز لتخصيب اليورانيوم. هناك العديد من المقالات كتبها ونشرت في مجلات عالمية. هو متزوج وله ولد باسم علي.

## ردود فعل تجاه اغتياله

### في إيران
- تفقد قائد الثورة الإسلامية عائلة «مصطفي احمدي روشن». اعتبر آيه الله خامنئي مقتل مثل هؤلاء الشباب في طريق الله عاملا مهما لتهيئة الأرضية لتقدم الإسلام، وقال: بعد انتصار الثورة الإسلامية اتهم الاعداء الثورة بان طريق العلم اغلق في إيران، ولكن شباب البلاد ومن خلال جهادهم وفتح قمم العلم قد ابطلوا هذه الاتهامات.[10]
- يعزي الرئيس محمود أحمدي نجاد أسرة أحمدي روشن.

### في البلدان الأخري
أدانا هيلاري كلينتون وزيرة خارجية الولايات المتحدة واليستر برت، معاون الشؤون الشرق الأوسط وشمال إفريقيا بوزارة الخارجية البريطانية، اغتيال أحمدي روشن.